# Hans Bürkle
Hans Bürkle, auch Johann Bürkle, (* 16. August 1919 in Bürs; † 9. August 1993 in Bad Aussee) war ein österreichischer Politiker der ÖVP.

## Leben
Hans Bürkle war Abgeordneter zum österreichischen Bundesrat von 1959 bis 1979, da auch mehrfach Vorsitzender, ÖAAB-Landesobmann in Vorarlberg, Gemeindepolitiker in Bludenz und Staatssekretär im Bundesministerium für soziale Verwaltung in der Bundesregierung Klaus II von 1968 bis 1970.

## Auszeichnungen
- 1977: Großes Silbernes Ehrenzeichen am Bande für Verdienste um die Republik Österreich[1]